# Evropská charta jazyků

Členské státy Evropské charty regionálních či menšinových jazyků – stav v lednu 2010

Evropská charta regionálních či menšinových jazyků (anglicky European Charter for Regional or Minority Languages, francouzsky Charte européenne des langues régionales ou minoritaires) je dokument přijatý 5. 11.1992 některými členskými státy Rady Evropy. Zavazuje státy k přijetí opatření na ochranu menšinových jazyků a na ochranu práva občanů tyto jazyky užívat. Státy, vázané touto chartou, mají umožnit užívání chartou chráněných jazyků např. při styku s úřady, ve školách a v médiích.
Rozlišují se dva druhy chráněných jazyků: regionální (svázané s konkrétní částí území daného státu) a neteritoriální. Ochranu podle charty mohou požívat také méně užívané úřední jazyky.
Každý přistupující stát deklaruje, jakých jazyků se charta týká na jeho území a které ochranné články charty hodlá vůči těmto jazykům uplatňovat. Může také omezit účinnost některých článků na část svého území.
Charta nabyla účinnosti 1. 3. 1998, poté co ji ratifikovalo prvních 5 zemí.

## Účastnické státy
- Arménie podpis 11. 5. 2001, ratifikace 25. 1. 2002, účinnost 1. 5. 2002
  - asyrština, yezidi (severní kurdština), řečtina, ruština, kurdština
- Ázerbájdžán 21. 12. 2001
  - pouze deklaroval, že není schopen zajistit práva daná chartou na svých územích okupovaných Arménií
- Česko podpis 9. 11. 2000, ratifikace 15. 11. 2006, účinnost 1. 3. 2007
  - Polština v okresech Frýdek-Místek a Karviná a slovenština na území celého státu jsou chráněny ustanoveními části II a III. Romština pouze ustanovením části II. Němčina ustanovením části II a pouze ustanovením části III v Chebu, v Karlovarském kraji, v okrese Sokolov, v Libereckém kraji, v Ústeckém kraji, v okrese Český Krumlov, v okrese Opava a v okrese Svitavy.[1]
- Dánsko 5. 11. 1992, 16. 9. 1998, 1. 1. 1999
  - Němčina v jižním Jutsku. Nezahrnuje faerštinu a grónštinu, neboť díky vysoké míře autonomie jsou tyto jazyky chráněny více, než charta ukládá.
- Finsko 5. 11. 1992, 9. 11. 1994, 1. 3. 1998
  - laponština, švédština
- Francie 7. 5. 1999
- Chorvatsko 5. 11. 1997, 5. 11. 1997, 1. 3. 1998
  - italština, srbština, maďarština, čeština, slovenština, rusínština, ukrajinština
- Island 7. 5. 1999
- Itálie 27. 6. 2000
- Kypr 12. 11. 1992, 26. 8. 2002, 1. 12. 2002
  - neteritoriální arménština
- Lichtenštejnsko 5. 11. 1992, 18. 11. 1997, 1. 3. 1998
  - deklarovalo, že nemá menšinové jazyky
- Lucembursko 5. 11. 1992
- Maďarsko 5. 11. 1992, 26. 4. 1995, 1. 3. 1998
  - chorvatština, němčina, rumunština, srbština, slovenština, slovinština
- Malta 5. 11. 1992
- Moldavsko 11. 7. 2002
- Německo 5. 11. 1992, 16. 9. 1998, 1. 1. 1999
  - Dánština ve Šlesvicku-Holštýnsku. Hornolužičtina v Sasku. Dolnolužičtina v Braniborsku. Severofríština ve Šlesvicku-Holštýnsku. Sater-fríština v Dolním Sasku. Dolnoněmčina v Brémách, Hamburku, Meklenbursku – Předním Pomořansku, Dolním Sasku a Šlesvicku-Holštýnsku; podle článku II též v Braniborsku, Severním Porýní – Vestfálsku a Sasku-Anhaltsku. Romština podle článku II po celém území Německa.
- Nizozemsko 5. 11. 1992, 2. 5. 1996, 1. 3. 1998
  - fríština v provincii Friesland, romština, jidiš, dolnoněmčina, limburština
- Norsko 5. 11. 1992, 10. 11. 1993, 1. 3. 1998
  - sámština, kvenština
- Polsko 12. 5. 2003, účinnost 1. 6. 2009
  - kašubština
- Rakousko 5. 11. 1992, 28. 6. 2001, 1. 10. 2001
  - burgenlandská chorvatština, slovinština, maďarština, čeština, slovenština, romština
- Rumunsko 17. 7. 1995
- Rusko 10. 5. 2001
- Severní Makedonie 25. 7. 1996
- Slovensko 20. 2. 2001, 5. 9. 2001, 1. 1. 2002
  - bulharština, chorvatština, čeština, němčina, maďarština, polština, romština, rusínština, ukrajinština
- Slovinsko 3. 7. 1997, 4. 10. 2000, 1. 1. 2001
  - italština, maďarština
- Španělsko 5. 11. 1992, 9. 4. 2001, 1. 8. 2001
  - baskičtina, galicijština, katalánština
- Švédsko 9. 2. 2000, 9. 2. 2000, 1. 6. 2000
  - sámština, finština a meänkieli (tornedalská finština); neteritoriální romština a jidiš
- Srbsko 15. 2. 2006
  - albánština, bosenština, bulharština, chorvatština, maďarština, romština, rumunština, rusínština, slovenština, ukrajinština – všude kde jsou tyto jazyky v úředním užívání, dle národních předpisů
- Švýcarsko 8. 10. 1993, 23. 12. 1997, 1. 4. 1998
  - rétorománština a italština (chráněny jako méně užívané úřední jazyky)
- Ukrajina 2. 5. 1996
- Velká Británie 2. 3. 2000, 27. 3. 2001, 1. 7. 2001
  - velština, skotská gaelština, irština